# Гершель Джонсон
Гершель Джонсон (англ. Herschel Vespasian Johnson) (*3 травня 1894 — †16 квітня 1966) — дипломат США. Від 1921 до 1953 року працював у країнах Європи, Латинської Америки, був представником США в ООН.

## Життєпис

### Дипломатична діяльність
9 січня 1941 року, як старший за рангом дипломатичний представник США у Лондоні, приймав Гаррі Гопкінса, спеціального посланця президента Ф. Д. Рузвельта.
1945 року, як дипломатичний представник США у Стокгольмі, був посередником при спробах німців, на чолі із Г. Гімлером, капітулювати перед англо-американськими військами.